# نيكولا كليمنت
نيكولا كليمنت (بالفرنسية: Nicolas Clément)‏ هو فيزيائي وكيميائي فرنسي، ولد في 12 يناير 1779 في ديجون في فرنسا، وتوفي في 21 نوفمبر 1841 في باريس في فرنسا.